# Sa Nur

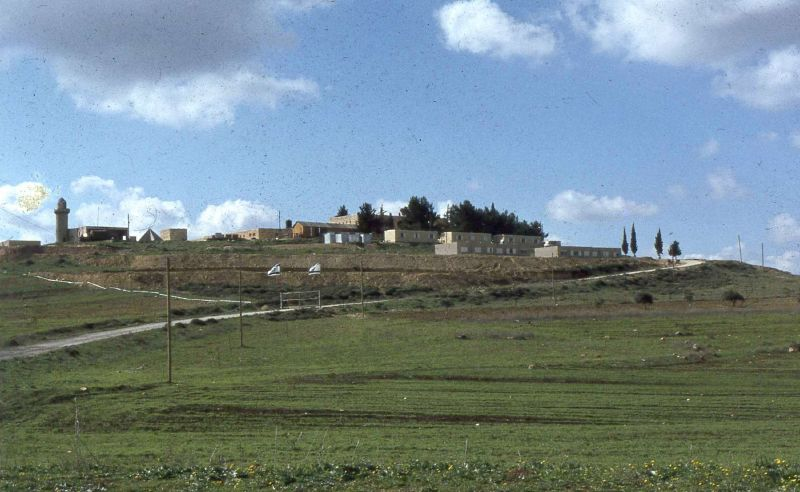
Sa-Nur (1978)

Sa Nur (hebräisch שא-נור) war eine jüdische Siedlung im nördlichen Westjordanland mit zuletzt etwa 150 Einwohnern. Sie gehörte zu der israelischen Regionalverwaltung Schomron.

## Geschichte
Die Siedlung wurde 1977 gegründet und lag in der Region Samaria zwischen Nablus und Dschenin.
Als während der Zweiten Intifada in der Nachbarsiedlung Chomesch drei Siedler von Palästinensern getötet wurden, verließen die 24 Familien, die in Sa Nur lebten, den Ort und gingen nach Israel.
Die Siedlung wurde in Rahmen des Abkoppelungsplans im August 2005 geräumt und anschließend zerstört. Die drei weiteren Siedlungen in der Westbank die geräumt wurden, waren Kadim, Ganim und Chomesch. Während die Räumungen von Kadim und Ganim friedlich verliefen, kam es in Sa Nur zu gewalttätigen Auseinandersetzungen zwischen Siedlern und den israelischen Streitkräften.
Zwei Wochen vor der Räumung der Siedlung starteten radikale Siedlergruppen einen Aufruf, nach Sa Nur zu kommen. Diesem Aufruf folgten etwa 650 Siedler, die sich mehrere Tage Auseinandersetzungen mit den israelischen Streitkräften lieferten.